# Illertissen

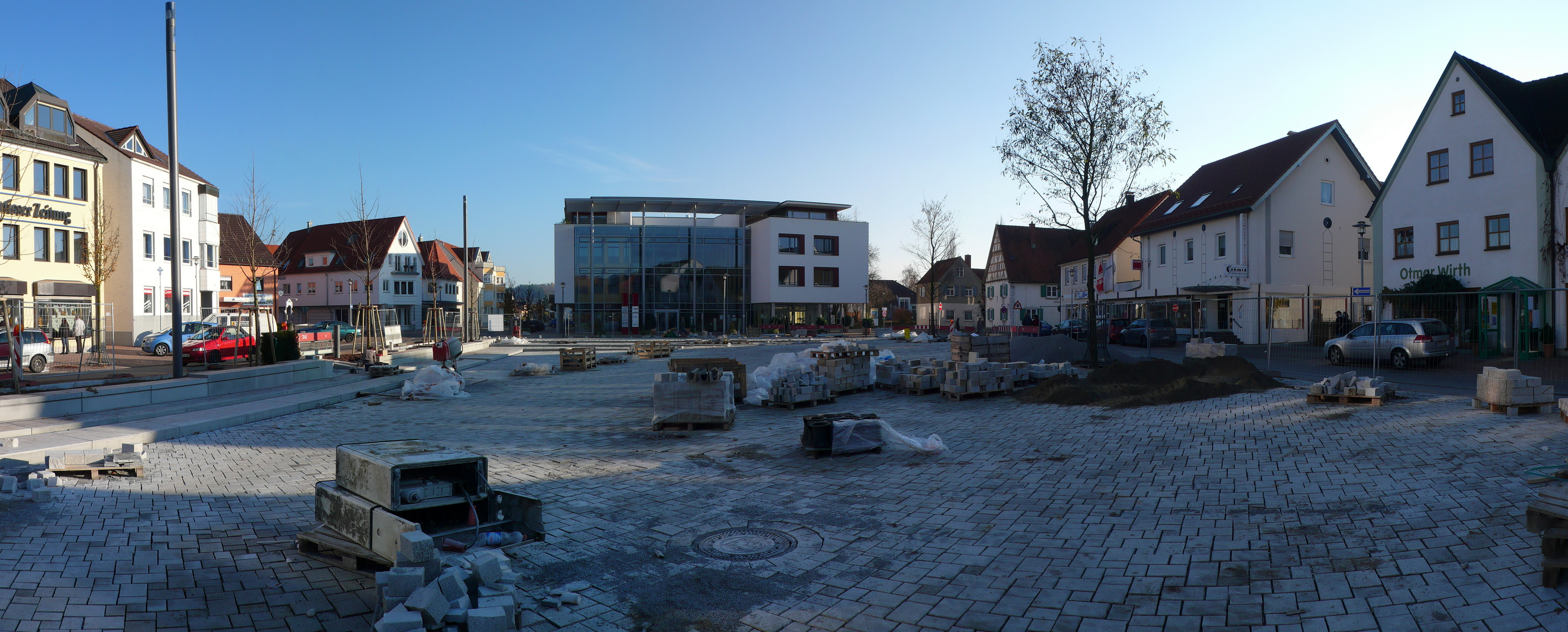
Renovación de la plaza de mercado en la ciudad de Illertissen en 2008

Illertissen (pronunciado: Ilertisen) es una ciudad en el distrito de Nuevo Ulm, en la región administrativa de Suabia del Estado libre de Baviera, en Alemania. Illertissen está situada en el río Iller 20 km al sur de Ulm. Su población es de 16.522 habitantes.

## Geografía
- Altitud: 522 metros.
- Latitud: 48º 13' N
- Longitud: 010º 06' E